# Войлоков Андрій Миколайович
Андрі́й Микола́йович Во́йлоков — полковник Збройних сил України.
Станом на лютий 2014 року — заступник командира 28-ї окремої гвардійської механізованої бригади.

## Нагороди
- Орден Богдана Хмельницького III ступеня (29.09.2014)